# Dysschema fenestrata
Dysschema fenestrata là một loài bướm đêm thuộc phân họ Arctiinae, họ Erebidae.